# Villa Rotaria
Villa Rotaria är en ort i Mexiko.   Den ligger i kommunen Técpan de Galeana och delstaten Guerrero, i den södra delen av landet, 300 km sydväst om huvudstaden Mexico City. Villa Rotaria ligger 23 meter över havet och antalet invånare är 1 404.
Terrängen runt Villa Rotaria är platt åt sydväst, men åt nordost är den kuperad. Runt Villa Rotaria är det ganska glesbefolkat, med 22 invånare per kvadratkilometer. Närmaste större samhälle är El Súchil, 4,8 km nordost om Villa Rotaria. Omgivningarna runt Villa Rotaria är en mosaik av jordbruksmark och naturlig växtlighet.